# Andrés de Córdoba
Fray Andrés de Córdova, Fraile franciscano lego, llegó a México en 1524 bajo la presidencia de Fr. Martín de Valencia, O.F.M. desde la provincia de San Gabriel en Alicante España. Fue el undécimo de los denominados doce apóstoles de México, antes de la toma de la capital mexicana; ejerció las primeras labores misioneras entre los aztecas. Los misioneros en la Nueva España dieron testimonio de su vocación, a través del trabajo, enseñanza de la religión, ejemplo de virtud y obrero en las labores cotidianas. Aprendió las lenguas mexicanas, y en ella predico muchas veces a los naturales. Estuvo en diversas provincias, para evangelizar a los naturales de Michoacán y Jalisco.

## En Michoacán
Inicialmente llegó a finales de 1525 llegó fray Andrés de Córdoba, acompañado de fray Antonio Ortiz y fray Martín de Jesús a Tzintzuntzan, quienes encontraron una gran población nativa con la que empezar a trabajar en la conversión, quienes se entrevistaron con el Tzintzicha Tangáxoan II -quien ya había sido bautizado en la Ciudad de México con el nombre cristiano de Francisco- para pedirle un lugar en dónde edificar una casa y una iglesia. 
El líder tarasco hospedó a los frailes en su propio palacio y dio órdenes para que se comenzara la obra solicitada por el ministro: “[…] y con el trabajo de los indios de Tzintzuntzan construyeron una iglesia de madera y un monasterio de adobe con celdas techadas de paja, acordes con el ideal franciscano de pobreza. Así se fundó el primer convento de Michoacán, con su respectiva capilla, bajo la advocación de Santa Ana.7
Desde entonces, esta sede se convirtió en el centro de irradiación de la evangelización en un amplio territorio que tenía, según Espinosa, 360 leguas de longitud y 150 de latitud. La mayoría de capillas o ermitas que funcionaban como visitas -también llamadas misiones, al pertenecer a una custodia que dependía de una provincia- eran avanzadas para ponerse en contacto y predicar entre poblaciones que jamás habían oído sobre el Evangelio. Muchas de ellas podían estar lejos de la sede de la custodia y ser de distintas etnias, algunas nómadas o seminómadas. Las visitas o misiones podían ser de tres tipos básicamente: de ocupación, de penetración y de enlace.
Las de ocupación formaban una estrecha red de visitas alrededor de un convento, que era de mayor jerarquía; las de penetración eran conventos -en algunas crónicas son llamados “casas”- en zonas alejadas, de difícil acceso o clima hostil;
las de enlace eran una serie de conventos y capillas que, en lugar de estar alrededor de un convento de mayor jerarquía, formaban parte de una línea más o menos directa que ligaba a un grupo y que unía a varios pueblos en una ruta.

## En Jalisco
Etzatlán en 1524 estaba habitado por indígenas remanentes de toltecas y aztecas, donde uno de los caciques era Oaxicar y otro Huejotzin. La zona era rica en agua por la Laguna de Magdalena, cobre y otros metales.
En 1527, iniciaron la construcción del templo franciscano en Etzatlán Jalisco, de la Purísima Concepción de Etzatlán donde también se venera al Señor de la Misericordia, que es un ícono etzatlense donde Fray Martín de Jesús estaba al frente. También se construyó el convento.
En 1537, se le concede el título de villa y en 1539 fue la primera parroquia de la arquidiócesis.
El templo está construido sobre la base de una pirámide, lo cual se encuentra documentado en archivos de la Biblioteca del Vaticano, de los planos de la antigua ciudad de Etzatlán realizados por los religiosos de la Compañía de Jesús y llevados a Roma donde consta que la parroquia, el santuario y la plaza principal están construidos sobre la base de una pirámide. Este hecho se representa en el escudo de Etzatlán. Las primeras normas de construcción de templos y conventos surgieron años después en 1550.
El templo cuenta con una nave, retablos, sacristía, dos capillas, bautisterio, atrio. Posteriormente se construyeron El Santuario de Guadalupe (Ex-Hospital de Naturales) construido en 1793; el Templo del Nuevo Santo construido en el siglo  XIX; una capilla rural en honor a la prodigiosa imagen de María Santísima bajo el título de la "Cueva Santa" que data de principios del siglo XIX, 1825-1826. Los franciscanos construyeron un acueducto y una caja de agua.
Fray Andrés de Córdoba, O.F.M., trasladó el cuerpo del beato martirizado de los Niños Mártires de Tlaxcala Cristobalito.

## El final
Fueron martirizados por los naturales de la zona en defensa de la fe. Sus restos se guardan con veneración, en una caja de piedra, detrás del altar de la capilla mayor del convento de Etzatlán, de la provincia de Jalisco, con los de otros cuatro santos frailes que fueron muertos por los indígenas locales, en defensa de la fe católica. Éstos fueron fray Antonio de Cuéllar, guardián de aquel convento; fray Juan Calero, lego; fray Francisco Lorenzo, sacerdote y fray Juan.

## Honores
Llevan el nombre un colegio en Etzatlan Jalisco y una calle en, Atizapán de Zaragoza Cd. de México se llama Calle Fray Andrés de Córdoba, también en la Cd. de Querétaro, otra en García N.L. Puebla Pue.